# Piè nodrito
Piè nodrito o nutrito (oppure troncato) è un termine utilizzato in araldica per parlare del giglio araldico del quale si vedono i fioroni e le stanghette, ma non i peduncoli.

Di verde, a tre fogli dal piè nodrito d'argento, stemma del comune di Soisy-sur-École, Francia.
D'armellino, a tre gigli dal piè nodrito di rosso, stemma del comune di Ramecourt, Francia.
Stemma del comune di Pfeffingen nel Canton Basilea Campagna, Svizzera.